# Liste der Städte und Gemeinden in Rheinland-Pfalz

Die rheinland-pfälzischen Gemeinden bis zur Gliederungsebene Ortsgemeinde

Die Liste der Städte und Gemeinden in Rheinland-Pfalz enthält die Städte und Gemeinden im deutschen Land Rheinland-Pfalz.
Es besteht aus insgesamt
- 2300 politisch selbstständigen Gemeinden (Stand: 1. Januar 2025).

Diese verteilen sich wie folgt:
- 0130 Städte, darunter
  - 0012 kreisfreie Städte,
  - 0008 große kreisangehörige Städte,
  - 0013 verbandsfreie Städte,
  - 0097 verbandsangehörige Städte,
- 2170 sonstige Gemeinden, darunter
  - 0008 verbandsfreie Gemeinden,
  - 2162 Ortsgemeinden (verbandsangehörige Gemeinden).

Die 97 Städte und 2162 Ortsgemeinden gehören 129 Verbandsgemeinden an, die für die angehörenden Gemeinden die Verwaltungsgeschäfte übernehmen.
Siehe auch die Liste der Ortsbezirke in Rheinland-Pfalz.

## Geschichte
Die Gemeinden gehörten bis Ende 1999 einem der drei Regierungsbezirke an (Koblenz, Trier und Rheinhessen-Pfalz).

## Kreisfreie Städte
| - Frankenthal (Pfalz) - Kaiserslautern - Koblenz - Landau in der Pfalz | - Ludwigshafen am Rhein - Mainz, Landeshauptstadt - Neustadt an der Weinstraße - Pirmasens | - Speyer - Trier - Worms - Zweibrücken |

## Große kreisangehörige Städte
| - Andernach - Bad Kreuznach - Bingen am Rhein | - Idar-Oberstein - Ingelheim am Rhein - Lahnstein | - Mayen - Neuwied |

## Verbandsfreie Städte
| - Alzey - Bad Dürkheim - Bad Neuenahr-Ahrweiler - Bendorf - Bitburg | - Boppard - Germersheim - Grünstadt - Remagen | - Schifferstadt - Sinzig - Wittlich - Wörth am Rhein |

## Verbandsangehörige Städte
| - Adenau - Altenkirchen (Westerwald) - Annweiler am Trifels - Bacharach - Bad Bergzabern - Bad Breisig - Bad Ems - Bad Hönningen - Bad Marienberg (Westerwald) - Bad Sobernheim - Baumholder - Bernkastel-Kues - Betzdorf - Birkenfeld - Braubach - Cochem - Daaden - Dahn - Daun - Deidesheim - Dierdorf - Diez - Edenkoben - Eisenberg (Pfalz) - Emmelshausen - Freinsheim - Gau-Algesheim - Gerolstein - Hachenburg - Hagenbach - Herdorf - Hermeskeil | - Hillesheim - Höhr-Grenzhausen - Hornbach - Kaisersesch - Kandel - Kastellaun - Katzenelnbogen - Kaub - Kirchberg (Hunsrück) - Kirchen (Sieg) - Kirchheimbolanden - Kirn - Konz - Kusel - Kyllburg - Lambrecht (Pfalz) - Landstuhl - Lauterecken - Linz am Rhein - Manderscheid - Meisenheim - Mendig - Montabaur - Mülheim-Kärlich - Münstermaifeld - Nassau - Nastätten - Neuerburg - Nieder-Olm - Nierstein - Obermoschel - Oberwesel | - Oppenheim - Osthofen - Otterberg - Polch - Prüm - Ramstein-Miesenbach - Ransbach-Baumbach - Rennerod - Rheinböllen - Rhens - Rockenhausen - Rodalben - Saarburg - Sankt Goar - Sankt Goarshausen - Schweich - Selters (Westerwald) - Simmern/Hunsrück - Speicher - Stromberg - Traben-Trarbach - Ulmen - Unkel - Vallendar - Wachenheim an der Weinstraße - Waldmohr - Weißenthurm - Westerburg - Wirges - Wissen - Wolfstein - Wörrstadt - Zell (Mosel) |

## Weitere verbandsfreie Gemeinden
| - Bobenheim-Roxheim - Böhl-Iggelheim - Budenheim | - Grafschaft - Haßloch - Limburgerhof | - Morbach - Mutterstadt |

## Ortsgemeinden

### A
| - Aach - Abentheuer - Abtweiler - Acht - Achtelsbach - Adenbach - Affler - Ahrbrück - Ailertchen - Albersweiler - Albessen - Albig - Albisheim (Pfrimm) - Alf - Alflen - Alken - Allenbach - Allendorf - Allenfeld - Almersbach - Alpenrod - Alsbach - Alsdorf (Eifel) - Alsdorf (Westerwald) | - Alsenz - Alsheim - Altdorf - Altenahr - Altenbamberg - Altendiez - Altenglan - Altenkirchen - Alterkülz - Althornbach - Altlay - Altleiningen - Altrich - Altrip - Altscheid - Altstrimmig - Altweidelbach - Ammeldingen an der Our - Ammeldingen bei Neuerburg - Anhausen - Anschau - Antweiler - Appenheim - Arbach | - Aremberg - Arenrath - Arft - Argenschwang - Argenthal - Armsheim - Arnshöfen - Arzbach - Arzfeld - Asbach (Hunsrück) - Asbach (Westerwald) - Aschbach - Aspisheim - Astert - Attenhausen - Atzelgift - Auderath - Auel - Auen - Aull - Auw an der Kyll - Auw bei Prüm - Ayl |

### B
| - Baar - Bachenberg - Bad Bertrich - Badem - Badenhard - Badenheim - Baldringen - Balduinstein - Balesfeld - Bann - Bannberscheid - Barbelroth - Bärenbach (bei Idar-Oberstein) - Bärenbach (Hunsrück) - Barweiler - Bärweiler - Basberg - Bassenheim - Battenberg - Battweiler - Bauler (Landkreis Ahrweiler) - Bauler (Eifelkreis Bitburg-Prüm) - Bausendorf - Baustert - Bayerfeld-Steckweiler - Becheln - Bechenheim - Becherbach (Pfalz) - Becherbach bei Kirn - Bechhofen - Bechtheim - Bechtolsheim - Bedesbach - Beilingen - Beilstein - Beindersheim - Beinhausen - Bekond - Belg - Belgweiler - Bell (bei Mendig) - Bell (Hunsrück) - Bellheim - Bellingen - Beltheim - Bengel - Bennhausen - Benzweiler - Bereborn - Berenbach - Berg (bei Ahrweiler) - Berg (Pfalz) - Berg (Taunus) - Bergen - Bergenhausen - Berghausen - Berglangenbach - Berglicht - Bergweiler - Berkoth - Berlingen - Bermel - Bermersheim - Bermersheim vor der Höhe - Berndorf - Berndroth - Berod bei Hachenburg - Berod bei Wallmerod - Berscheid - Berschweiler bei Baumholder - Berschweiler bei Kirn - Berzhahn - Berzhausen | - Bescheid - Betteldorf - Bettendorf - Bettenfeld - Bettingen - Beulich - Beuren (Eifel) - Beuren (Hochwald) - Bickenbach - Bickendorf - Biebelnheim - Biebelsheim - Biebern - Biebrich - Biedershausen - Biedesheim - Biersdorf am See - Biesdorf - Bilkheim - Billigheim-Ingenheim - Binningen - Binsfeld - Birgel - Birkenbeul - Birkenheide - Birken-Honigsessen - Birkenhördt - Birkheim - Birkweiler - Birlenbach - Birnbach - Birresborn - Birtlingen - Bischheim - Bissersheim - Bisterschied - Bitzen - Blankenrath - Blaubach - Bleckhausen - Bleialf - Bobenheim am Berg - Bobenthal - Böbingen - Böchingen - Bockenau - Bockenheim an der Weinstraße - Boden - Bodenbach - Bodenheim - Bogel - Bolanden - Bollenbach - Böllenborn - Bollendorf - Bölsberg - Bonefeld - Bonerath - Bongard - Boos (Eifel) - Boos (Nahe) - Börfink - Borler - Bornheim (Pfalz) - Bornheim (Rheinhessen) - Bornich - Borod - Börrstadt - Börsborn - Bosenbach - Bottenbach - Boxberg - Brachbach | - Brachtendorf - Brandscheid (Eifel) - Brandscheid (Westerwald) - Brauneberg - Braunshorn - Braunweiler - Brauweiler - Brecht - Breit - Breitenau - Breitenbach - Breitenheim - Breitenthal - Breitscheid (Hunsrück) - Breitscheid (Westerwald) - Breitscheidt - Bremberg - Bremm - Brenk - Bretthausen - Bretzenheim - Breunigweiler - Brey - Briedel - Brieden - Briedern - Brimingen - Brockscheid - Brodenbach - Brohl - Brohl-Lützing - Bruch - Bruchertseifen - Bruchhausen - Bruchmühlbach-Miesau - Bruchweiler - Bruchweiler-Bärenbach - Brücken (bei Birkenfeld) - Brücken (Pfalz) - Brücktal - Bruschied - Bruttig-Fankel - Bubach - Bubenheim (Pfalz) - Bubenheim (Rheinhessen) - Buborn - Buch (Hunsrück) - Buch (Taunus) - Büchel - Büchenbeuren - Buchet - Buchholz - Budenbach - Büdesheim - Büdlich - Buhlenberg - Bullay - Bundenbach - Bundenthal - Burbach - Bürdenbach - Burg (Eifel) - Burg (Mosel) - Burgbrohl - Burgen (bei Bernkastel-Kues) - Burgen (Untermosel) - Burglahr - Burgschwalbach - Burgsponheim - Burrweiler - Burtscheid - Busenberg - Busenhausen |

### C
| - Caan - Callbach - Carlsberg | - Charlottenberg - Clausen - Contwig | - Cramberg - Cronenberg |

### D
| - Dachsenhausen - Dackenheim - Dackscheid - Dahlem - Dahlheim - Dahnen - Dalberg - Daleiden - Dalheim - Dambach - Damflos - Damscheid - Dankerath - Dannenfels - Dannstadt-Schauernheim - Darscheid - Darstein - Dasburg - Dattenberg - Datzeroth - Daubach (Hunsrück) - Daubach (Westerwald) - Dausenau - Dauwelshausen - Daxweiler - Dedenbach - Deesen - Deimberg - Dellfeld - Demerath - Dennweiler-Frohnbach - Densborn - Dernau - Dernbach (Landkreis Neuwied) | - Dernbach (Pfalz) - Dernbach (Westerwald) - Derschen - Desloch - Dessighofen - Detzem - Deudesfeld - Deuselbach - Dexheim - Dhronecken - Dichtelbach - Dickendorf - Dickenschied - Dickesbach - Dieblich - Diefenbach - Dielkirchen - Dienethal - Dienheim - Dienstweiler - Dierbach - Dierfeld - Dierscheid - Diethardt - Dietrichingen - Dill - Dillendorf - Dimbach - Dingdorf - Dintesheim - Dirmstein - Ditscheid - Dittelsheim-Heßloch - Dittweiler - Dockendorf | - Dockweiler - Dodenburg - Dohm-Lammersdorf - Dohr - Dolgesheim - Dommershausen - Donsieders - Dörnberg - Dorn-Dürkheim - Dornholzhausen - Dörrebach - Dörrenbach - Dörrmoschel - Dörscheid - Dörsdorf - Dorsel - Dorsheim - Dörth - Döttesfeld - Drees - Dreifelden - Dreikirchen - Dreis - Dreisbach - Dreis-Brück - Dreisen - Duchroth - Dudeldorf - Dudenhofen - Dümpelfeld - Dünfus - Düngenheim - Dunzweiler - Duppach - Dürrholz |

### E
| - Ebernhahn - Ebertshausen - Ebertsheim - Echternacherbrück - Echtershausen - Eckelsheim - Eckenroth - Eckersweiler - Eckfeld - Edesheim - Ediger-Eller - Ehlenz - Ehlscheid - Ehr - Ehweiler - Eich - Eichelhardt - Eichen - Eichenbach - Eilscheid - Eimsheim - Einig - Einöllen - Einselthum - Eisenach - Eisenschmitt - Eisighofen - Eitelborn - Elben - Elbingen - Elchweiler | - Elkenroth - Ellenberg - Ellenhausen - Ellenz-Poltersdorf - Ellern (Hunsrück) - Ellerstadt - Ellscheid - Ellweiler - Elmstein - Elsoff (Westerwald) - Elzweiler - Emmelbaum - Emmerzhausen - Endlichhofen - Engelstadt - Enkenbach-Alsenborn - Enkirch - Ensch - Ensheim - Enspel - Enzen - Eppelsheim - Eppenberg - Eppenbrunn - Eppenrod - Erbach - Erbes-Büdesheim - Erden - Erdesbach - Erfweiler - Ergeshausen | - Erlenbach bei Dahn - Erlenbach bei Kandel - Ernst - Ernzen - Erpel - Erpolzheim - Ersfeld - Erzenhausen - Esch (bei Gerolstein) - Esch (bei Wittlich) - Eschbach (bei Nastätten) - Eschbach (Pfalz) - Eschfeld - Esselborn - Essenheim - Essingen - Eßlingen - Eßweiler - Esthal - Etgert - Etschberg - Etteldorf - Ettinghausen - Ettringen - Etzbach - Eulenberg - Eulenbis - Eulgem - Euscheid - Eußerthal - Ewighausen |

### F
| - Fachbach - Faid - Falkenstein - Farschweiler - Fehl-Ritzhausen - Feilbingert - Feilsdorf - Fell - Fensdorf - Ferschweiler - Feuerscheid - Feusdorf - Fiersbach - Filsen - Filz - Finkenbach-Gersweiler - Fisch - Fischbach bei Dahn - Fischbach (bei Idar-Oberstein) - Fischbach (bei Kaiserslautern) - Fischbach-Oberraden - Flacht | - Flammersfeld - Flemlingen - Fleringen - Fließem - Flomborn - Flonheim - Flörsheim-Dalsheim - Flußbach - Fluterschen - Föckelberg - Föhren - Fohren-Linden - Forst an der Weinstraße - Forst (bei Wissen, Sieg) - Forst (Eifel) - Forst (Hunsrück) - Forstmehren - Framersheim - Frankelbach - Frankeneck - Frankenstein - Frankweiler | - Franzenheim - Frauenberg - Freckenfeld - Frei-Laubersheim - Freilingen - Freimersheim (Pfalz) - Freimersheim (Rheinhessen) - Freirachdorf - Freisbach - Frettenheim - Freudenburg - Friedelsheim - Friedewald - Friesenhagen - Friesenheim - Frohnhofen - Fronhofen - Frücht - Fuchshofen - Fürfeld - Fürthen - Fußgönheim |

### G
| - Gabsheim - Gackenbach - Galenberg - Gamlen - Gappenach - Gau-Bickelheim - Gau-Bischofsheim - Gauersheim - Gaugrehweiler - Gau-Heppenheim - Gau-Odernheim - Gau-Weinheim - Gebhardshain - Gebroth - Gefell - Gehlert - Gehlweiler - Gehrweiler - Geichlingen - Geilnau - Geiselberg - Geisfeld - Geisig - Gelenberg - Gemmerich - Gemünd - Gemünden (Hunsrück) - Gemünden (Westerwald) - Gensingen - Gentingen - Gerach - Gerbach - Gerhardsbrunn - Gering - Gerolsheim - Gevenich - Gieleroth - Gielert | - Gierschnach - Giershausen - Giesdorf - Giesenhausen - Gillenbeuren - Gillenfeld - Gilzem - Gimbsheim - Gimbweiler - Gindorf - Ginsweiler - Gipperath - Girkenroth - Girod - Gladbach - Glanbrücken - Glan-Münchweiler - Glees - Gleisweiler - Gleiszellen-Gleishorbach - Göcklingen - Goddert - Gödenroth - Gollenberg - Göllheim - Gommersheim - Gonbach - Gondenbrett - Gondershausen - Gondorf - Gönnersdorf (bei Bad Breisig) - Gönnersdorf (Eifel) - Gönnheim - Görgeshausen - Gornhausen - Gösenroth - Gossersweiler-Stein - Graach an der Mosel | - Gräfendhron - Gransdorf - Greimerath (bei Trier) - Greimerath (Eifel) - Greimersburg - Grenderich - Griebelschied - Gries - Grimburg - Grolsheim - Großbundenbach - Großfischlingen - Großholbach - Großkampenberg - Großkarlbach - Großlangenfeld - Großlittgen - Großmaischeid - Großniedesheim - Großseifen - Großsteinhausen - Grumbach - Grünebach - Guckheim - Gückingen - Guldental - Güllesheim - Gumbsheim - Gunderath - Gundersheim - Gundersweiler - Gundheim - Guntersblum - Gusenburg - Gusterath - Gutenacker - Gutenberg - Gutweiler |

### H
| - Habscheid - Hackenheim - Hahn am See - Hahn bei Marienberg - Hahn (Hunsrück) - Hahnenbach - Hahnheim - Hahnstätten - Hahnweiler - Hainau - Hainfeld - Halbs - Hallgarten - Hallschlag - Halsdorf - Halsenbach - Hambach - Hambuch - Hamm am Rhein - Hamm (Eifel) - Hamm (Sieg) - Hammerstein - Hangen-Weisheim - Hanhofen - Hanroth - Harbach - Hardert - Hardt - Hargarten - Hargesheim - Harschbach - Harscheid - Harspelt - Hartenfels - Harthausen - Härtlingen - Harxheim - Hasborn - Haschbach am Remigiusberg - Haserich - Hasselbach (Hunsrück) - Hasselbach (Westerwald) - Hattert - Hattgenstein - Hatzenbühl - Hatzenport - Hauenstein - Hauptstuhl - Hauroth - Hausbay - Hausen (Hunsrück) - Hausen (Wied) - Hausten - Hausweiler - Hecken - Heckenbach - Heckenmünster - Heckhuscheid - Heddert - Hefersweiler - Heidenburg - Heidweiler - Heilbach - Heilberscheid - Heilenbach - Heiligenmoschel - Heiligenroth - Heimbach - Heimborn - Heimweiler | - Heinzenbach - Heinzenberg - Heinzenhausen - Heisdorf - Heistenbach - Helferskirchen - Hellenhahn-Schellenberg - Hellertshausen - Helmenzen - Helmeroth - Heltersberg - Hemmelzen - Henau - Hennweiler - Henschtal - Hentern - Herborn - Herbstmühle - Herchweiler - Herforst - Hergenfeld - Hergenroth - Hergersweiler - Herl - Hermersberg - Herold - Herren-Sulzbach - Herresbach - Herrstein - Herschbach - Herschbach (Oberwesterwald) - Herschberg - Herschbroich - Herschweiler-Pettersheim - Hersdorf - Herxheim am Berg - Herxheim bei Landau/Pfalz - Herxheimweyher - Herzfeld - Heßheim - Hesweiler - Hettenhausen - Hettenleidelheim - Hettenrodt - Hetzerath - Heuchelheim bei Frankenthal - Heuchelheim-Klingen - Heupelzen - Heuzert - Hilgenroth - Hilgert - Hillesheim - Hillscheid - Hilscheid - Hilst - Himmighofen - Hintertiefenbach - Hinterweidenthal - Hinterweiler - Hinzenburg - Hinzert-Pölert - Hinzweiler - Hirschberg - Hirschfeld (Hunsrück) - Hirschhorn/Pfalz - Hirschthal - Hirten - Hirz-Maulsbach - Hochborn - Hochdorf-Assenheim | - Hochscheid - Hochspeyer - Hochstadt (Pfalz) - Hochstätten - Höchstberg - Höchstenbach - Hochstetten-Dhaun - Hockweiler - Hof - Hoffeld - Höheinöd - Höheischweiler - Hohenfels-Essingen - Hohenleimbach - Hohenöllen - Hohen-Sülzen - Höhfröschen - Höhn - Holler - Hollnich - Holsthum - Holzappel - Holzbach - Holzerath - Holzhausen an der Haide - Holzheim - Homberg (bei Lauterecken) - Homberg (Westerwald) - Hömberg - Hommerdingen - Honerath - Hönningen - Hontheim - Hoppstädten - Hoppstädten-Weiersbach - Horath - Horbach (bei Simmertal) - Horbach (Pfalz) - Horbach (Westerwald) - Horbruch - Hördt - Horhausen (Nassau) - Horhausen (Westerwald) - Höringen - Horn - Horperath - Horrweiler - Horschbach - Hörscheid - Hörschhausen - Hosten - Hottenbach - Hövels - Hübingen - Hüblingen - Hüffelsheim - Hüffler - Hümmel - Hümmerich - Hundsangen - Hundsbach - Hundsdorf - Hungenroth - Hunzel - Hupperath - Hütschenhausen - Hütten - Hütterscheid - Hüttingen an der Kyll - Hüttingen bei Lahr |

### I
| - Idelberg - Idenheim - Idesheim - Igel - Ilbesheim (Donnersbergkreis) - Ilbesheim bei Landau in der Pfalz - Illerich - Immerath - Immert | - Immesheim - Impflingen - Imsbach - Imsweiler - Ingelbach - Ingendorf - Insheim - Insul - Ippenschied | - Irmenach - Irmtraut - Irrel - Irrhausen - Irsch - Isenburg - Isert - Isselbach |

### J
| - Jakobsweiler - Jeckenbach - Jettenbach | - Jockgrim - Jucken | - Jugenheim in Rheinhessen - Jünkerath |

### K
| - Kaden - Kadenbach - Kaifenheim - Kail - Kalenborn (bei Altenahr) - Kalenborn (bei Kaisersesch) - Kalenborn-Scheuern - Kalkofen - Kallstadt - Kalt - Kaltenborn - Kaltenengers - Kaltenholzhausen - Kammerforst - Kamp-Bornhofen - Kanzem - Kapellen-Drusweiler - Kaperich - Kappel - Kappeln - Kapsweyer - Karbach - Karl - Karlshausen - Kasbach-Ohlenberg - Kaschenbach - Kasdorf - Kasel - Käshofen - Kastel-Staadt - Katzenbach - Katzweiler - Katzwinkel (Eifel) - Katzwinkel (Sieg) - Kausen - Kehlbach - Kehrig - Keidelheim - Kelberg - Kell am See - Kellenbach - Kemmenau - Kempenich - Kempfeld - Kenn - Keppeshausen - Kerben - Kerpen (Eifel) - Kerschenbach | - Kerzenheim - Kescheid - Kesfeld - Kesseling - Kesten - Kestert - Kettenhausen - Kettenheim - Kettig - Kickeshausen - Kindenheim - Kinderbeuern - Kindsbach - Kinheim - Kinzenburg - Kirburg - Kircheib - Kirchheim an der Weinstraße - Kirchsahr - Kirchwald - Kirchweiler - Kirf - Kirrweiler (bei Lauterecken) - Kirrweiler (Pfalz) - Kirsbach - Kirschroth - Kirschweiler - Kisselbach - Klausen - Kleinbundenbach - Kleinfischlingen - Kleinich - Kleinkarlbach - Kleinlangenfeld - Kleinmaischeid - Kleinniedesheim - Kleinsteinhausen - Klein-Winternheim - Kliding - Klingelbach - Klingenmünster - Klosterkumbd - Klotten - Kludenbach - Klüsserath - Knittelsheim - Knopp-Labach - Knöringen - Kobern-Gondorf | - Kölbingen - Kollig - Kollweiler - Kolverath - Kommen - Köngernheim - Königsau - Königsfeld - Konken - Kopp - Körborn - Kordel - Kördorf - Korlingen - Körperich - Korweiler - Kottenborn - Kottenheim - Kötterichen - Kottweiler-Schwanden - Köwerich - Koxhausen - Kraam - Kradenbach - Krähenberg - Kratzenburg - Krautscheid - Kreimbach-Kaulbach - Kretz - Krickenbach - Kriegsfeld - Kronweiler - Kroppach - Kröppen - Krottelbach - Kröv - Kruchten - Kruft - Krümmel - Krummenau - Krunkel - Kuhardt - Kuhnhöfen - Külz (Hunsrück) - Kümbdchen - Kundert - Kurtscheid - Kyllburgweiler |

### L
| - Lahr (Eifel) - Lahr (Hunsrück) - Lambertsberg - Lambsborn - Lambsheim - Lampaden - Landkern - Landscheid - Langenbach bei Kirburg - Langenbach (Pfalz) - Langenfeld (Eifel) - Langenhahn - Langenlonsheim - Langenscheid - Langenthal - Langscheid - Langsur - Langweiler (bei Idar-Oberstein) - Langweiler (bei Lauterecken) - Langwieden - Lascheid - Lasel - Laubach (Eifel) - Laubach (Hunsrück) - Laubenheim - Laudert - Laufeld - Laufersweiler - Laumersheim - Lauperath - Laurenburg - Lauschied - Lautersheim - Lautert - Lautzenbrücken | - Lautzenhausen - Lehmen - Leidenborn - Leienkaul - Leimbach (bei Adenau) - Leimbach (bei Neuerburg) - Leimen - Leimersheim - Leiningen - Leinsweiler - Leisel - Leitzweiler - Leiwen - Lemberg - Lettweiler - Leubsdorf - Leuterod - Leutesdorf - Lichtenborn - Liebenscheid - Liebshausen - Lieg - Lierfeld - Lierschied - Liesenich - Lieser - Ließem - Limbach (bei Kirn) - Limbach (Westerwald) - Lind (bei Altenahr) - Lind (bei Mayen) - Linden (Pfalz) - Linden (Westerwald) - Lindenberg - Lindenschied | - Lingenfeld - Lingerhahn - Linkenbach - Lipporn - Lirstal - Lissendorf - Lochum - Löf - Lohnsfeld - Lohnweiler - Lohrheim - Löllbach - Lollschied - Longen - Longkamp - Longuich - Lonnig - Lonsheim - Lorscheid - Lörzweiler - Lösnich - Lötzbeuren - Luckenbach - Lückenburg - Ludwigshöhe - Ludwigswinkel - Lug - Lünebach - Lustadt - Lütz - Lutzerath - Lützkampen - Luxem - Lykershausen |

### M
| - Macken - Mackenbach - Mackenrodt - Mähren - Maikammer - Maisborn - Maitzborn - Malberg (Eifel) - Malberg (Westerwald) - Malbergweich - Malborn - Mammelzen - Mandel - Mandern - Manderscheid - Mannebach (bei Saarburg) - Mannebach (Eifel) - Mannweiler-Cölln - Manubach - Marienfels - Marienhausen - Marienrachdorf - Maring-Noviand - Marnheim - Maroth - Martinshöhe - Martinstein - Marzhausen - Masburg - Maßweiler - Mastershausen - Masthorn - Matzenbach - Matzerath - Mauchenheim - Mauden - Mauel - Mauschbach - Maxdorf - Maxsain - Mayschoß - Meckel - Meckenbach (bei Birkenfeld) - Meckenbach (bei Kirn) - Meckenheim (Pfalz) - Medard - Meddersheim - Meerfeld | - Mehlbach - Mehlingen - Mehren (Eifel) - Mehren (Westerwald) - Mehring - Meinborn - Meisburg - Melsbach - Mengerschied - Menningen - Merkelbach - Merlscheid - Mermuth - Merschbach - Mertesdorf - Mertesheim - Mertloch - Merxheim - Merzalben - Merzkirchen - Merzweiler - Mesenich - Messerich - Mettendorf - Mettenheim - Metterich - Mettweiler - Metzenhausen - Meudt - Meuspath - Michelbach (Hunsrück) - Michelbach (Westerwald) - Miehlen - Miellen - Minden - Minderlittgen - Minfeld - Minheim - Misselberg - Mittelbrunn - Mittelfischbach - Mittelhof - Mittelreidenbach - Mittelstrimmig - Mogendorf - Molsberg - Mölsheim | - Molzhain - Mommenheim - Monreal - Monsheim - Möntenich - Monzelfeld - Monzernheim - Monzingen - Moritzheim - Mörlen - Mörsbach - Mörschbach - Morscheid - Morschheim - Mörschied - Mörsdorf - Mörsfeld - Morshausen - Mörstadt - Mosbruch - Moschheim - Moselkern - Mückeln - Müden (Mosel) - Mudenbach - Mudersbach - Mudershausen - Mühlpfad - Mülbach - Mülheim an der Mosel - Müllenbach (bei Adenau) - Müllenbach (bei Mayen) - Münchwald - Münchweiler am Klingbach - Münchweiler an der Alsenz - Münchweiler an der Rodalb - Mündersbach - Münk - Münsterappel - Münster-Sarmsheim - Mürlenbach - Müsch - Müschenbach - Musweiler - Mutterschied - Mützenich - Muxerath |

### N
| - Nachtsheim - Nack - Nackenheim - Nannhausen - Nanzdietschweiler - Nasingen - Nattenheim - Naunheim - Nauort - Nauroth - Naurath (Eifel) - Naurath (Wald) - Neef - Nehren - Neichen - Neidenbach - Neidenfels - Neitersen - Nentershausen - Nerdlen - Neroth - Nerzweiler - Netzbach - Neu-Bamberg - Neuburg am Rhein - Neuendorf - Neuerkirch - Neuhäusel - Neuheilenbach - Neuhemsbach - Neuhofen - Neuhütten - Neuleiningen - Neumagen-Dhron - Neunkhausen - Neunkirchen am Potzberg - Neunkirchen (Hunsrück) - Neunkirchen (Westerwald) - Neupotz - Neustadt/Westerwald - Neustadt (Wied) - Newel | - Ney - Nickenich - Niederahr - Niederalben - Niederbachheim - Niederbreitbach - Niederbrombach - Niederburg - Niederdreisbach - Niederdürenbach - Niederelbert - Niedererbach - Niederfell - Niederfischbach - Niederhambach - Niederhausen (Nahe) - Niederhausen an der Appel - Niederheimbach - Nieder-Hilbersheim - Niederhofen - Niederhorbach - Niederhosenbach - Niederirsen - Niederkirchen (Westpfalz) - Niederkirchen bei Deidesheim - Nieder Kostenz - Niederkumbd - Niederlauch - Niedermohr - Niedermoschel - Niederneisen - Niederöfflingen - Niederotterbach - Niederpierscheid - Niederraden - Niederroßbach - Niedersayn - Niederscheidweiler - Niederschlettenbach - Niedersohren - Niederstadtfeld | - Niederstaufenbach - Niederstedem - Niedersteinebach - Niedert - Niedertiefenbach - Niederwallmenach - Niederwambach - Niederweiler (Eifel) - Niederweiler (Hunsrück) - Niederweis - Niederwerth - Nieder-Wiesen - Niederwörresbach - Niederzissen - Niehl - Niersbach - Nievern - Nimshuscheid - Nimsreuland - Nister - Nisterau - Nisterberg - Nister-Möhrendorf - Nistertal - Nittel - Nitz - Nochern - Nohen - Nohn - Nomborn - Norath - Nordhofen - Norheim - Norken - Nörtershausen - Nothweiler - Nünschweiler - Nürburg - Nusbaum - Nußbach - Nußbaum |

### O
| - Oberahr - Oberalben - Oberarnbach - Oberbachheim - Oberbettingen - Oberbillig - Oberbrombach - Oberdiebach - Oberdreis - Oberdürenbach - Oberehe-Stroheich - Oberelbert - Oberelz - Obererbach (bei Montabaur) - Obererbach (Westerwald) - Oberfell - Oberfischbach - Ober-Flörsheim - Obergeckler - Oberhaid - Oberhambach - Oberhausen (bei Bad Bergzabern) - Oberhausen an der Appel - Oberhausen an der Nahe - Oberhausen bei Kirn - Oberheimbach - Ober-Hilbersheim - Oberhonnefeld-Gierend - Oberhosenbach - Oberirsen - Oberkail - Oberkirn - Ober Kostenz - Oberlahr - Oberlascheid - Oberlauch | - Oberndorf - Oberneisen - Obernheim-Kirchenarnbach - Obernhof - Oberöfflingen - Ober-Olm - Oberotterbach - Oberpierscheid - Oberraden - Oberreidenbach - Oberrod - Oberroßbach - Oberscheidweiler - Oberschlettenbach - Obersimten - Oberstadtfeld - Oberstaufenbach - Oberstedem - Obersteinebach - Oberstreit - Obersülzen - Obertiefenbach - Oberwallmenach - Oberwambach - Oberweiler (Eifel) - Oberweiler im Tal - Oberweiler-Tiefenbach - Oberweis - Oberwies - Oberwiesen - Oberwörresbach - Oberzissen - Obrigheim (Pfalz) - Ochtendung - Ockenfels | - Ockenheim - Ockfen - Odenbach - Odernheim am Glan - Oelsberg - Offenbach an der Queich - Offenbach-Hundheim - Offenheim - Offstein - Ohlenhard - Ohlweiler - Ohmbach - Ollmuth - Olmscheid - Olsbrücken - Olsdorf - Ölsen - Olzheim - Onsdorf - Oppertshausen - Orbis - Orenhofen - Orfgen - Orlenbach - Ormont - Orsfeld - Osann-Monzel - Osburg - Osterspai - Otterbach - Ottersheim - Ottersheim bei Landau - Otterstadt - Ötzingen - Otzweiler |

### P
| - Palzem - Pantenburg - Panzweiler - Partenheim - Paschel - Patersberg - Peffingen - Pellingen - Pelm - Perscheid - Petersberg - Peterslahr - Peterswald-Löffelscheid - Pfaffen-Schwabenheim - Pfalzfeld | - Pfeffelbach - Philippsheim - Pickließem - Piesport - Pillig - Pintesfeld - Pittenbach - Plaidt - Plascheid - Platten - Pleckhausen - Plein - Pleisweiler-Oberhofen - Pleitersheim - Pleizenhausen | - Plütscheid - Pluwig - Pohl - Pölich - Pommern - Pomster - Pottum - Pracht - Prath - Preischeid - Preist - Pronsfeld - Prümzurlay - Puderbach - Pünderich |

### Q
| - Queidersbach - Quiddelbach | - Quirnbach (Westerwald) - Quirnbach/Pfalz | - Quirnheim |

### R
| - Racksen - Ralingen - Ramberg - Rammelsbach - Ramsen - Ranschbach - Ransweiler - Rascheid - Rathskirchen - Rathsweiler - Ratzert - Raubach - Raumbach - Ravengiersburg - Raversbeuren - Rayerschied - Rech - Reckenroth - Reckershausen - Rehbach - Rehborn - Rehe - Rehweiler - Reich - Reichenbach - Reichenbach-Steegen - Reichenberg - Reichsthal - Reichweiler - Reidenhausen - Reifenberg - Reiferscheid - Reiff - Reiffelbach - Reifferscheid - Reil - Reimerath - Reinsfeld - Reipeldingen - Reipoltskirchen | - Reitzenhain - Relsberg - Rengsdorf - Retterath - Rettersen - Rettershain - Rettert - Reudelsterz - Reuth - Rhaunen - Rheinbreitbach - Rheinbrohl - Rheinzabern - Rhodt unter Rietburg - Riedelberg - Rieden - Riegenroth - Rieschweiler-Mühlbach - Riesweiler - Rimsberg - Rinnthal - Rinzenberg - Riol - Rittersdorf - Rittersheim - Rivenich - Riveris - Rockeskyll - Rodder - Rödelhausen - Rodenbach (Westpfalz) - Rodenbach bei Puderbach - Rödern - Rodershausen - Rödersheim-Gronau - Roes - Röhl - Rohrbach (bei Baumholder) - Rohrbach (Hunsrück) - Rohrbach (Pfalz) | - Römerberg - Rommersheim - Rorodt - Roschbach - Roscheid - Rosenheim - Rosenkopf - Roßbach (Westerwald) - Roßbach (Wied) - Rotenhain - Roth (Landkreis Altenkirchen) - Roth (Landkreis Bad Kreuznach) - Roth (Rhein-Hunsrück-Kreis) - Roth (Rhein-Lahn-Kreis) - Roth an der Our - Roth bei Prüm - Rothenbach - Rothselberg - Rötsweiler-Nockenthal - Rott - Roxheim - Rüber - Rückeroth - Rückweiler - Rüdesheim - Rülzheim - Rumbach - Rümmelsheim - Ruppach-Goldhausen - Ruppertsecken - Ruppertsberg - Ruppertshofen - Ruppertsweiler - Ruschberg - Rüscheid - Rüssingen - Ruthweiler - Rutsweiler am Glan - Rutsweiler an der Lauter |

### S
| - Saalstadt - Saffig - Salm - Salmtal - Salz - Salzburg - Sankt Alban - Sankt Aldegund - Sankt Johann (bei Mayen) - Sankt Johann (Rheinhessen) - Sankt Julian - Sankt Katharinen (bei Bad Kreuznach) - Sankt Katharinen (Landkreis Neuwied) - Sankt Martin - Sankt Sebastian - Sankt Thomas - Sargenroth - Sarmersbach - Sassen - Sauerthal - Saulheim - Saxler - Schalkenbach - Schalkenmehren - Schallodenbach - Schankweiler - Scharfbillig - Schauerberg - Schauren (bei Blankenrath) - Schauren (bei Idar-Oberstein) - Scheibenhardt - Scheid - Scheidt - Scheitenkorb - Schellweiler - Schenkelberg - Scheuerfeld - Scheuern - Schiersfeld - Schiesheim - Schillingen - Schindhard - Schladt - Schleich - Schleid - Schlierschied - Schloßböckelheim - Schmalenberg - Schmidthachenbach - Schmißberg - Schmitshausen - Schmitt - Schmittweiler - Schneckenhausen - Schneppenbach - Schnorbach - Schoden - Schömerich - Schönau (Pfalz) - Schönbach - Schönberg - Schönborn (Hunsrück) - Schönborn (Pfalz) - Schönborn (Rhein-Lahn-Kreis) - Schöndorf - Schöneberg (Hunsrück) - Schöneberg (Westerwald) - Schönecken | - Schönenberg-Kübelberg - Schopp - Schornsheim - Schuld - Schüller - Schürdt - Schutz - Schutzbach - Schwabenheim an der Selz - Schwall - Schwanheim - Schwarzen - Schwarzenborn - Schwarzerden - Schwedelbach - Schwegenheim - Schweigen-Rechtenbach - Schweighausen - Schweighofen - Schweinschied - Schweisweiler - Schweix - Schweppenhausen - Schwerbach - Schwirzheim - Schwollen - Seck - Seelbach (Nassau) - Seelbach bei Hamm (Sieg) - Seelbach (Westerwald) - Seelen - Seesbach - Seffern - Sefferweich - Sehlem - Seibersbach - Seifen - Seinsfeld - Seiwerath - Selbach (Sieg) - Selchenbach - Sellerich - Selzen - Sembach - Sengerich - Senheim - Senscheid - Sensweiler - Serrig - Sessenbach - Sessenhausen - Sevenig bei Neuerburg - Sevenig (Our) - Siebeldingen - Siebenbach - Siefersheim - Sien - Sienhachenbach - Sierscheid - Siershahn - Siesbach - Silz - Simmern (Westerwald) - Simmertal - Singhofen - Sinspelt - Sippersfeld - Sitters | - Sohren - Sohrschied - Sommerau - Sommerloch - Sonnenberg-Winnenberg - Sonnschied - Sörgenloch - Sörth - Sosberg - Spabrücken - Spall - Spangdahlem - Spay - Spesenroth - Spessart - Spiesheim - Spirkelbach - Sponheim - Sprendlingen - Stadecken-Elsheim - Stadtkyll - Stahlberg - Stahlhofen (Westerwald) - Stahlhofen am Wiesensee - Standenbühl - Starkenburg - Staudernheim - Staudt - Stebach - Steffeln - Steimel - Steinalben - Steinbach (Hunsrück) - Steinbach am Donnersberg - Steinbach am Glan - Stein-Bockenheim - Steinborn - Steinebach an der Wied - Steinebach/Sieg - Steineberg - Steinefrenz - Steinen - Steineroth - Steinfeld - Steiningen - Stein-Neukirch - Steinsberg - Steinweiler - Steinwenden - Stein-Wingert - Stelzenberg - Stetten - Stipshausen - Stockem - Stockhausen-Illfurth - Stockum-Püschen - Straßenhaus - Streithausen - Strickscheid - Strohn - Strotzbüsch - Strüth - Stürzelbach - Sülm - Sulzbach (bei Idar-Oberstein) - Sulzbach (Rhein-Lahn-Kreis) - Sulzbachtal - Sulzheim |

### T
| - Taben-Rodt - Talling - Tawern - Tellig - Temmels - Teschenmoschel - Thaleischweiler-Fröschen - Thalfang - Thalhausen - Thallichtenberg | - Theisbergstegen - Thomm - Thörlingen - Thörnich - Thür - Tiefenbach (Hunsrück) - Tiefenthal (Pfalz) - Tiefenthal (Rheinhessen) - Todenroth - Traisen | - Trassem - Trechtingshausen - Treis-Karden - Trierscheid - Trierweiler - Trimbs - Trimport - Trippstadt - Trittenheim - Trulben |

### U
| - Übereisenbach - Udenheim - Üdersdorf - Udler - Uelversheim - Uersfeld - Ueß - Uhler - Ulmet - Undenheim | - Unkenbach - Unnau - Unterjeckenbach - Untershausen - Unzenberg - Uppershausen - Urbach - Urbar (bei Koblenz) - Urbar (Rhein-Hunsrück-Kreis) - Urmersbach | - Urmitz - Urschmitt - Ürzig - Usch - Utscheid - Üttfeld - Utzenhain - Utzerath - Üxheim |

### V
| - Valwig - Veitsrodt - Veldenz - Vendersheim - Venningen - Vettelschoß | - Vielbach - Vierherrenborn - Vinningen - Virneburg - Völkersweiler - Volkerzen | - Volkesfeld - Vollmersbach - Vollmersweiler - Volxheim - Vorderweidenthal |

### W
| - Wachenheim - Wagenhausen - Wahlbach - Wahlenau - Wahlheim - Wahlrod - Wahnwegen - Waigandshain - Waldalgesheim - Waldböckelheim - Waldbreitbach - Waldesch - Waldfischbach-Burgalben - Waldgrehweiler - Waldhambach - Waldhof-Falkenstein - Waldlaubersheim - Waldleiningen - Waldmühlen - Waldorf - Waldrach - Waldrohrbach - Waldsee - Waldweiler - Walhausen - Wallenborn - Wallendorf - Wallersheim - Wallertheim - Wallhalben - Wallhausen - Wallmenroth - Wallmerod - Wallscheid - Walsdorf - Walshausen - Walsheim - Walterschen - Warmsroth - Wartenberg-Rohrbach - Wasenbach - Wassenach - Wasserliesch - Wattenheim - Watzerath - Wawern (Eifel) - Wawern (Saar) - Waxweiler - Wehr - Weibern - Weiden - Weidenbach (Eifel) - Weidenbach (Taunus) | - Weidenhahn - Weidenthal - Weidingen - Weiler (bei Mayen) - Weiler (bei Ulmen) - Weiler bei Bingen - Weiler bei Monzingen - Weilerbach - Weinähr - Weingarten (Pfalz) - Weinolsheim - Weinsheim (bei Bad Kreuznach) - Weinsheim (Eifel) - Weisel - Weisenheim am Berg - Weisenheim am Sand - Weitefeld - Weitersbach - Weitersborn - Weitersburg - Weitersweiler - Welcherath - Welchweiler - Welgesheim - Welkenbach - Wellen - Welling - Welschbillig - Welschenbach - Welschneudorf - Welterod - Weltersburg - Wendelsheim - Werkhausen - Wernersberg - Weroth - Wershofen - Weselberg - Westernohe - Westheim (Pfalz) - Westhofen - Wettlingen - Weyer - Weyerbusch - Weyher in der Pfalz - Wickenrodt - Wiebelsheim - Wied - Wierschem - Wiersdorf - Wiesbach - Wiesbaum | - Wiesemscheid - Wiesweiler - Wilgartswiesen - Willingen - Willmenrod - Willroth - Willwerscheid - Wilsecker - Wiltingen - Wilzenberg-Hußweiler - Wimbach - Wincheringen - Winden (Nassau) - Winden (Pfalz) - Windesheim - Windhagen - Winkel (Eifel) - Winkelbach - Winnen - Winnerath - Winningen - Winnweiler - Winringen - Winterbach (Pfalz) - Winterbach (Soonwald) - Winterborn - Winterburg - Winterscheid - Wintersheim - Winterspelt - Winterwerb - Wintrich - Wirft - Wirfus - Wirscheid - Wirschweiler - Wißmannsdorf - Wittgert - Woldert - Wölferlingen - Wolfsheim - Wolken - Wollmerath - Wöllstein - Wölmersen - Wolsfeld - Womrath - Wonsheim - Woppenroth - Würrich - Würzweiler - Wüschheim |

### Z
| - Zehnhausen bei Rennerod - Zehnhausen bei Wallmerod - Zeiskam - Zellertal - Zeltingen-Rachtig - Zemmer | - Zendscheid - Zerf - Zettingen - Ziegenhain - Zilshausen | - Zimmerschied - Zornheim - Zotzenheim - Züsch - Zweifelscheid |